# Delphinium dolichocentroides
Delphinium dolichocentroides är en ranunkelväxtart som beskrevs av Wen Tsai Wang. Delphinium dolichocentroides ingår i släktet storriddarsporrar, och familjen ranunkelväxter. Utöver nominatformen finns också underarten D. d. leiogynum.